# Épouvantail (DC Comics)
Pour les articles homonymes, voir Épouvantail (homonymie).
Ne doit pas être confondu avec Épouvantail (Marvel Comics).
Jonathan Crane, alias l'Épouvantail, est un personnage de fiction qui apparaît dans les comic books publiés par DC Comics. Le personnage est apparu dans World's Finest Comics #3 (automne 1941) et a été créé par Bill Finger et Bob Kane. Son alter ego est le Dr Jonathan Crane, un psychologue qui utilise différentes drogues et tactiques psychologiques pour exploiter les peurs et les phobies de ses adversaires.
Bien qu'il ait fait seulement deux apparitions lors de l'âge d'or des comics, le personnage a été relancé au cours de l'Âge d'argent des comics par Gardner Fox et Sheldon Moldoff dans Batman #189 (février 1967) et il est devenu un des ennemis incontournables du Chevalier Noir. L’Épouvantail est présent dans les produits dérivés de DC Comics tels que les films, jeux vidéo, dessins animés et les marchandises telles que des figurines. L'acteur irlandais Cillian Murphy endosse le rôle de Crane dans la trilogie The Dark Knight de Christopher Nolan. Henry Polic II prête sa voix au personnage dans la série animée de 1992. En 2009, l'Épouvantail a été classé 58e dans le classement des 100 plus grands vilains de comics établi par le site IGN.

## Origines
Jonathan Crane est un enfant né hors mariage ayant subi de nombreuses violences domestiques. Son père quitta le domicile familial avant sa naissance, sa mère ayant été par la suite forcée de confier son nouveau-né entre les mains de sa grand-mère, une fanatique religieuse dont les intentions concernant cet enfant étaient loin d'être louables. Durant son enfance, il fut tourmenté émotionnellement et physiquement par les tortures perpétrées par sa grand-mère, la pire d'entre elles consistant à le placer au sein de la chapelle familiale envahie de corbeaux et de le badigeonner d'une substance destinée à les enrager afin qu'ils en attaquent la source. Ce fut donc à cause de cela que Jonathan développa une peur bleue de sa grand-mère.
Au cours de son adolescence, il fut la victime de nombreuses brimades et moqueries, à cause de son allure de grand dadais et de son caractère chétif. Il fut aussi chahuté à cause de sa propre personnalité. Sa rancune envers les personnes l'ayant maltraité ne fit que s'intensifier, jusqu'à ce qu'il en ait eu assez. Il développa son propre style de combat, en y mêlant de la danse et des éléments de Kung-Fu (avec laquelle il brisa le casque de Iron Man dans un crossover), et apprit la formule de la toxine que sa grand-mère utilisait afin d'effrayer les corbeaux. Une nuit, il se déguisa en épouvantail rapiécé en vue de terrifier les jeunes l'ayant brutalisé. Malencontreusement, ses techniques s'avérèrent trop efficaces, causant la mort de ces derniers. Crane fut fasciné par cet événement et orchestra la mort de sa grand-mère selon la même méthode.
Après le lycée, Jonathan rejoignit la Gotham University où il devint un professeur de psychologie après avoir éliminé le professeur principal en l'exposant à sa toxine. Crane poursuivit ses études en axant ses recherches sur l'étude de la peur, ce qui conduisit à son renvoi à cause de l'usage d'armes à feu en classe. Il entreprit ensuite d'assassiner les personnes responsables de son exclusion. À la suite de cela, il fut transféré au sein de l'Asile d'Arkham et en devint le psychiatre en chef, où il réalisa des expérimentations terrifiantes sur plusieurs détenus. Il prit le surnom de "l'Épouvantail", une des insultes l'ayant le plus marqué au cours de son enfance.
A cette même époque, Crane travailla également en tant qu'interne au sein d'un hôpital psychiatrique où il fut laissé responsable du jeune et dérangé Thomas Elliot, dont l'état ne fit que se détériorer sous sa tutelle.

## Biographie fictive
Alors qu'il est encore enfant, à l'école, le petit Jonathan est en permanence rejeté à cause de son style ringard de rat de bibliothèque. Surnommé l'Épouvantail par ses bourreaux, il ne tarde pas à utiliser ce surnom pour se venger en planifiant des stratagèmes d'épouvante dirigés contre ces derniers. Son premier crime a été de se venger d'une fille dont il était amoureux et qui s'est royalement moqué de lui avec son petit ami. Déguisé en épouvantail, Crane a surgi devant leur voiture en pleine nuit. Effrayés par l'arme qu'il tenait (un faux revolver), les jeunes gens ont paniqué et ont eu un accident mortel.
Devenu professeur en psychologie à l'Université de Gotham City, il se spécialise dans les phobies et les différentes manifestations de la peur. Le professeur Crane est congédié pour avoir mis en œuvre des expériences de recherche dangereuses. Après le meurtre de ses ex-employeurs, l'Épouvantail arbore un costume effrayant. Il s'emploie à développer différents gaz et solutions pouvant exacerber la peur chez ses victimes.
L'Épouvantail sera manipulé par le Pingouin et sa complice, la généticienne Linda Friitawa. Ils le transforment en un monstre inhumain rebaptisé L'Épouvantable, capable d'exhaler naturellement une nouvelle version de ses toxines. La généticienne a par ailleurs utilisé les travaux de Crane pour se doter d'une agilité et d'une force surhumaines.
Dans Un Long Halloween, l’Épouvantail s'échappe de sa cellule le jour de la fête des mères, jour pendant lequel il a jadis tué sa propre mère.
Dans le New 52, son histoire est réécrite et on découvre que le pauvre Jonathan était torturé psychologiquement par son père. En effet ce dernier se servait de John pour ses expériences sur la peur et l'enfermait dans une cave remplie d'horribles mannequins et de jouets couverts de sang, équipée de couteaux et autres objets utilisés pour des meurtres sanglants. Cette expérience traumatisa le jeune Crane qui finit par être fasciné par la peur, et qui décida de poursuivre le travail de son père. Dans ce redémarrage de l'univers DC, l'Épouvantail estime que ce qu'il fait est juste et que les personnes victimes de ses expériences ont la chance d'apprendre à contrôler leurs peurs. Il possède également une certaine éthique, ainsi il fait preuve de compassion comme dans Batman le Chevalier noir : Tome 2 : Cycle de Violence où Crane sauve la petite fille qu'il avait enlevée (pour ses expériences) de l'explosion de son laboratoire.

## Biographies alternatives

### Batman - The Animated Series
Dans cette série animée de 1992, Jonathan Crane terrifiait ses camarades de classe pour le plaisir. Plus tard, il décida d'en faire son métier, et d'analyser les effets de la peur sur l'Humain. Mais ses recherches étaient trop violentes, et il fut renvoyé. Pour se venger, il devint l’Épouvantail, et, armé de son gaz terrifiant, il décida de terroriser toute la ville. Mais Batman l'en empêcha. L’Épouvantail et Batman entrèrent souvent en conflit, Batman étant à chaque fois soumis aux effets du gaz, qui provoquent des hallucinations lui faisant voir ses parents, la mort de Robin, la mort de Batgirl... C'est un ennemi récurrent.

### La TrilogieDark Knight

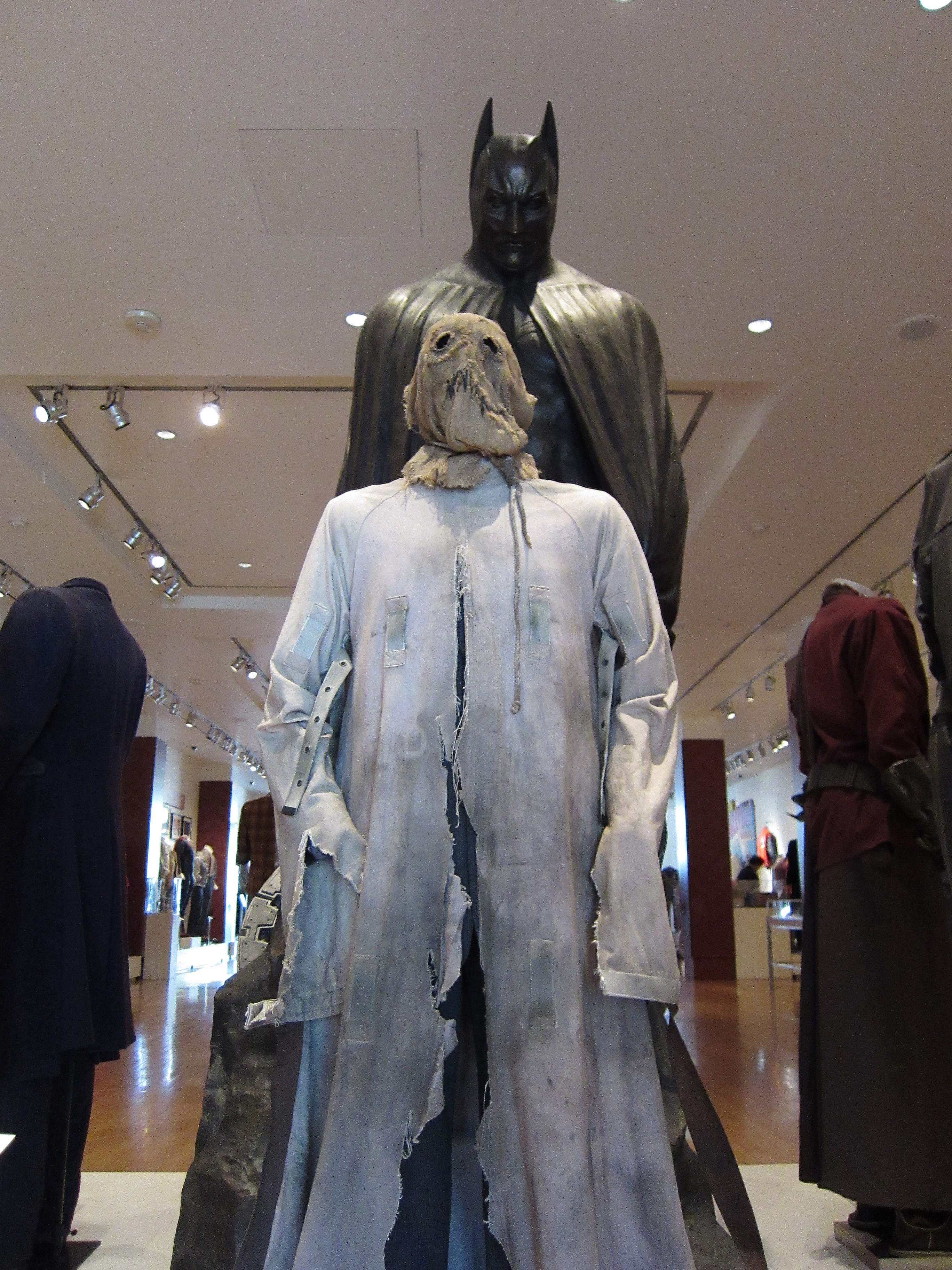
Costume de l'Épouvantail dans Batman Begins

Dans Batman Begins, Jonathan Crane est un éminent psychologue responsable des patients de l'Asile d'Arkham. De connivence avec la pègre locale et la Ligue des Ombres, il ébauche un plan pour attaquer Gotham City en vaporisant de façon générale une toxine hallucinogène et phobique sur ses habitants. Le masque de jute qu'il porte devient un accessoire pour effrayer ses victimes sous l'emprise du "poison". Il réapparaît brièvement au début de The Dark Knight : Le Chevalier noir pour se faire arrêter par Batman. Huit ans plus tard, lors de The Dark Knight Rises, Crane devient juge pour Bane et punit les riches en leur proposant l'exil sur le fleuve glacé ou la mort, les deux revenant au même. Cette version de l'Épouvantail ébauchée par David Goyer et Christopher Nolan permet au personnage de s'éloigner de ses racines comics pour prendre une apparence plus réaliste, violente et sinistre.

### Batman Arkham
Jonathan Crane était un très bon psychologue avant de sombrer dans la folie, ne devenant intéressé que par ses travaux. Il met au point une toxine qui inspire les pires peurs à quiconque la prend. Il arbore un masque à gaz, et des vêtements en loques, avec au bout de son bras gauche cinq seringues avec lesquelles il transmet son poison à ses victimes. Dans Batman: Arkham Asylum, il tente par trois fois de venir à bout de Batman. Il s'échappe, et se retrouve dans les égouts, où il compte déverser sa toxine pour empoisonner la ville. Alors que Batman s'approche, Killer Croc surgit de l'eau, attrape Crane et l'entraîne dans les profondeurs. Dans une des trois scènes post-génériques, on peut apercevoir la main de l’Épouvantail s'accrocher à une caisse Titan flottant sur l'eau. Dans le second jeu, Batman: Arkham City, il est fait plusieurs fois références à l’Épouvantail, même s'il n'est jamais aperçu. Des détenus disent qu'il est toujours en vie, tandis que d'autres assurent que Killer Croc l'a dévoré. Sur un pont, on peut retrouver son masque, déchiqueté par les corbeaux. Sur une péniche, si on trouve le bon code, une trappe s'ouvre et on découvre un laboratoire secret avec un cobaye récent, laboratoire étant au nom de Jonathan Crane. Enfin, si on scrute les ondes radios, on peut entendre des séries de chiffres, qui correspondent à des lettres, et délivrent plusieurs messages annonçant une vengeance, et le fait que Gotham City sera plongée dans la peur. Dans le jeu, Batman: Arkham Knight, l’Épouvantail revient en méchant principal. Il a donc survécu à sa rencontre avec Croc, mais il en porte de terribles séquelles (cicatrices, œil aveugle...). Il lance un avertissement à la ville de Gotham, demandant à tous ses habitants d'évacuer, sinon quoi il lâchera son gaz terrifiant. Une fois la ville vide, les criminels la prennent d'assaut. L’Épouvantail s'allie à Double-Face, Harley Quinn et au Pingouin afin de vaincre Batman. Ils ont aussi pour allié un tout nouveau criminel, extrêmement proche de Batman tant par son costume que par ses capacités, l'Arkham Knight.

### Gotham(série télévisée de 2014)
Jonathan Crane apparaît comme le fils de Gerald Crane, professeur de biologie dans un lycée de Gotham city. Ce dernier soutient une thèse selon laquelle la peur est une maladie qui doit être guérie. Il tente donc de créer des doses de vaccins, à partir des glandes surrénales prises sur des êtres humains assassinés en étant mis face à leur phobie (amplifiés grâce à une substance chimique). Il développera ainsi une résistance à sa phobie mais Jonathan verra son cerveau endommagé par une trop grande quantité de ce sérum. Il se servira de la toxine de la peur pour réveiller les pires phobies des gens.

### Titans(série télévisée de 2018)
Jonathan Crane est un des antagonistes principaux de la troisième saison. Il purge une longue peine à l'asile d'Arkham et s'est reconverti en indic et profiler pour la police de Gotham City. Il manipule Jason Todd pour mettre en place un plan de vengeance envers Batman et les Titans, et régner sur la pègre de Gotham. Son instabilité mentale se fait de plus en plus flagrante au fil des épisodes.

## Description
Il porte un habit d'épouvantail et, occasionnellement, utilise une faux en guise d'arme.

### Physique
Sa corpulence varie assez entre les différentes itérations, mais il conserve un masque de jute quelle que soit l'époque
Dans la plupart des comics de Batman, il possède un costume entièrement à l'effigie de son personnage d'épouvantail. Il a un physique très fin voire famélique.
Dans Batman Begins, il est habillé avec un costume trois-pièces, et enfile son masque quand il se prépare à utiliser son gaz. Un dispositif permettant de projeter le gaz est camouflé dans sa manche.
Dans Batman: Arkham Asylum, il est torse nu et porte un capuchon par-dessus son masque ainsi qu'une corde de pendu en guise de cravate. Il continue à utiliser du gaz pour attaquer Batman, mais il s'avère, lors de sa dernière attaque, qu'il conserve une version très concentrée de sa mixture dans une série de seringues adaptée sur les doigts de sa main droite.
Dans Batman : Arkham Knight, son costume est plus sombre et recouvre ici l'intégralité de son corps. Son visage, endommagé à la suite de sa rencontre avec Killer Croc, est plein de cicatrices et il est même aveugle d'un œil.

### Personnalité
Il n'attaquera jamais directement, non pas par peur, mais par intérêt, en effet, il préfère asperger ses victimes de gaz plutôt que de simplement les tuer. En lui-même, ce n'est pas un meurtrier, mais les victimes de son gaz peuvent faire un arrêt cardiaque.
Dans Batman Arkham Asylum, il est indiqué par un psychiatre que Crane n'est obsédé que par ses recherches, et n'accorde aucune importance aux personnes qu'il a pu blesser.
Ironiquement, l'Épouvantail souffre de chiroptophobie, c'est-à-dire la peur des chauves-souris.

### Origine du nom
C'est le surnom que ses camarades de classe lui donnait lorsqu'il était jeune du fait de son allure (grand, maigre, dégingandé, cheveux roux, brun, ou blond en bataille).

## Œuvres où le personnage apparaît

### Comics
- 1989 : Arkham Asylum de Grant Morrison et Dave McKean
- 1996 : Un long Halloween (Batman: The Long Halloween) de Jeph Loeb et Tim Sale : une série de Batman revenant sur la période d'un Batman débutant, à la suite de Batman : Année Un.

- 2002 : Dark Victory de Jeph Loeb et Tim Sale : la suite d’Un long Halloween, le tout prenant les allures d'un film policier.
- 2004 : Halloween, scénario de Jeph Loeb et dessin de Tim Sale
- 2013 : Batman : le Chevalier Noir - Cycle de Violence, scénario de Gregg Hurwitz et dessin de David Finch.

### Télévision
- Batman (Paul Dini, Bruce Timm, Eric Radomski, 1992-1995) avec Henry Polic II (VF : Vincent Violette)
- Batman (The New Batman Adventures, Alan Burnett, Paul Dini, Bruce Timm, 1997-1999) avec Jeffrey Combs et Jeff Bennett : (VF : Vincent Violette et Achille Orsoni)
- Batman : L'Alliance des héros (Batman: The Brave and the Bold, James Tucker, 2008-) avec Dee Bradley Baker (VF : Michel Vigné)
- Gotham, avec Charlie Tahan
- Harley Quinn (Justin Halpern, Patrick Schumacker et Dean Lorey, 2019-) avec Rahul Kohli
- DC Titans avec Vincent Kartheiser
- The Penguin : Le personnage n'apparait pas physiquement mais on y voit dans une scène de l'épisode 04, son masque et son gant posé sur le bureau du Dr Julian Rush.

### Cinéma
- Batman et Robin (Joel Schumacher, 1997) avec Coolio, cependant le personnage n'est pas crédité en tant que personnage de Crane, mais d'un banquier. Et devait apparaître dans une potentiel suite intitulé Batman: Darknight ou Batman Unchained.
- Batman Begins (Christopher Nolan, 2005) avec Cillian Murphy (VF : Mathias Kozlowski et VQ :Daniel Lesourd)
- The Dark Knight (Christopher Nolan, 2008) avec Cillian Murphy. (VF : Mathias Kozlowski)
- The Dark Knight Rises (Christopher Nolan, 2012) avec Cillian Murphy. (VF : Mathias Kozlowski)
- Suicide Squad (David Ayer, 2016). Le personnage n'apparaît pas physiquement mais des concepts arts ont été réalisés.
- Lego Batman, le film (2017)

### Vidéofilms
- Batman, la relève : Le Retour du Joker (Curt Geda, 2000)

- Batman: Gotham Knight
- La Ligue des justiciers : Échec
- Batman : Assaut sur Arkham
- La Ligue des justiciers : Le Trône de l'Atlantide et son court métrage Nightwing and Robin
- Batman Unlimited : Monstrueuse Pagaille
- Lego DC Comics Super Heroes: Justice League – Gotham City Breakout
- Batman vs. Teenage Mutant Ninja Turtles (Jake Castorena, 2019)
- Lego DC Batman: Family Matters
- Batman : Silence
- Joyeux Halloween, Scooby-Doo! (Maxwell Atoms, 2020)
- Batman: The Long Halloween (Chris Palmer, 2021)
- Injustice (Matt Peters, 2021)

### Jeux vidéo
- Batman: Rise of Sin Tzu (Game Boy Advance, PS2, GameCube, XBOX, PC)
- Batman Begins (Game Boy Advance, PS2, GameCube, XBOX)
- Batman: Arkham Asylum (XBOX 360, PS3, PC) (VF : Vincent Violette)
- Lego Batman : Le Jeu vidéo (PlayStation 3, PC, Xbox 360, Wii, Nintendo DS, PlayStation Portable)[10]
- Lego Batman 2: DC Super Heroes (PlayStation 3, PC, Xbox 360, Wii, Nintendo DS, Nintendo 3DS, PlayStation Portable)
- Batman : L'Alliance des héros (jeu vidéo) (Wii, Nintendo DS)
- Batman: Arkham City (XBOX 360, PS3, PC)
- Batman: Arkham City : Armored Edition (Wii U)
- DC Universe Online
- Injustice : Les Dieux sont parmi nous
- Batman: Arkham Knight(PlayStation 4, Xbox One, PC) (VF : Vincent Violette)
- Injustice 2 (PlayStation 4, Xbox One, PC) (VF : Vincent Violette)